# Hullukatte, Tiptur
Hullukatte là một làng thuộc tehsil Tiptur, huyện Tumkur, bang Karnataka, Ấn Độ.